# Isotopenkaart
De isotopenkaart hiernaast is een grafische weergave van de isotopen van alle bekende elementen. Niet alle isotopen staan erop: in het algemeen alleen die waarvan de halveringstijd en het soort verval bekend zijn.
Op de verticale as van het overzicht staat de atoommassa, dus de som van het aantal protonen en neutronen, op de horizontale as het neutronenoverschot, dat is het verschil tussen het aantal neutronen en het aantal protonen in de kern. Isotopen van hetzelfde element vormen diagonalen van linksboven naar rechtsonder.
De stabiele isotopen vormen een min of meer verticale band, radioactieve isotopen liggen vooral links en rechts daarvan. De gekleurde pijlpunten in het diagram geven het soort verval weer. Soorten verval met een voorkomen van minder dan 1% zijn niet getekend.
De achtergrondkleur is een maat voor de snelheid van het verval: donkergrijs is langzaam, wit is snel. De schaal is logaritmisch, dus het verschil in grijstint tussen 1 en 1000 jaar is even groot als het verschil in tint tussen 1000 en een miljoen jaar.
Het diagram is bedoeld om snel een overzicht te krijgen in vervalrichtingen en -reeksen. Verder geeft het een indruk welke isotopen lang leven en welke kort. Het diagram is daarmee vooral kwalitatief van aard; voor details over de halveringstijden, het soort verval en voorkomen in de natuur zijn andere overzichten te raadplegen.

## Links naar de isotopen per element
|             | 1           |             |                                              |                                              |                                              |                                              |                                              |                                              |                                              |                                              |                                              |                                              |    |    |    |    |    | 18 |
| 1           | H           | 2           | Periodiek systeem                            | Periodiek systeem                            | Periodiek systeem                            | Periodiek systeem                            | Periodiek systeem                            | Periodiek systeem                            | Periodiek systeem                            | Periodiek systeem                            | Periodiek systeem                            | Periodiek systeem                            | 13 | 14 | 15 | 16 | 17 | He |
| 2           | Li          | Be          | De links verwijzen naar isotopen per element | De links verwijzen naar isotopen per element | De links verwijzen naar isotopen per element | De links verwijzen naar isotopen per element | De links verwijzen naar isotopen per element | De links verwijzen naar isotopen per element | De links verwijzen naar isotopen per element | De links verwijzen naar isotopen per element | De links verwijzen naar isotopen per element | De links verwijzen naar isotopen per element | B  | C  | N  | O  | F  | Ne |
| 3           | Na          | Mg          | 3                                            | 4                                            | 5                                            | 6                                            | 7                                            | 8                                            | 9                                            | 10                                           | 11                                           | 12                                           | Al | Si | P  | S  | Cl | Ar |
| 4           | K           | Ca          | Sc                                           | Ti                                           | V                                            | Cr                                           | Mn                                           | Fe                                           | Co                                           | Ni                                           | Cu                                           | Zn                                           | Ga | Ge | As | Se | Br | Kr |
| 5           | Rb          | Sr          | Y                                            | Zr                                           | Nb                                           | Mo                                           | Tc                                           | Ru                                           | Rh                                           | Pd                                           | Ag                                           | Cd                                           | In | Sn | Sb | Te | I  | Xe |
| 6           | Cs          | Ba          | ↓                                            | Hf                                           | Ta                                           | W                                            | Re                                           | Os                                           | Ir                                           | Pt                                           | Au                                           | Hg                                           | Tl | Pb | Bi | Po | At | Rn |
| 7           | Fr          | Ra          | ↓↓                                           | Rf                                           | Db                                           | Sg                                           | Bh                                           | Hs                                           | Mt                                           | Ds                                           | Rg                                           | Cn                                           | Nh | Fl | Mc | Lv | Ts | Og |
|             |             |             |                                              |                                              |                                              |                                              |                                              |                                              |                                              |                                              |                                              |                                              |    |    |    |    |    |    |
| Lanthaniden | Lanthaniden | Lanthaniden | La                                           | Ce                                           | Pr                                           | Nd                                           | Pm                                           | Sm                                           | Eu                                           | Gd                                           | Tb                                           | Dy                                           | Ho | Er | Tm | Yb | Lu |    |
| Actiniden   | Actiniden   | Actiniden   | Ac                                           | Th                                           | Pa                                           | U                                            | Np                                           | Pu                                           | Am                                           | Cm                                           | Bk                                           | Cf                                           | Es | Fm | Md | No | Lr |    |